# Angels Cry (chanson de Mariah Carey)
Singles de Mariah Carey
Up Out My Face
(2010) Oh Santa!
(2010)
Angels Cry est une chanson de la chanteuse américaine Mariah Carey tiré de son album studio Memoirs of an imperfect Angel ou elle l’interprète en solo. S'en suis une version de la chanteuse et du chanteur Ne-Yo, sortie le 23 février 2010. Le titre est écrit par Mariah Carey, Christopher Stewart, Crystal Johnson, James Wright et composé par Steve Clark, Christopher Stewart et Big Jim. Il est aussi le 2d single de l'opus Angels Advocates, un album remix ou elle interprète les titres de l'album Memoirs of an imprfect Angel en duo avec d'autre artiste comme Mary J Blige ou Nicki Minaj. Cependant, cet album fut annulé pour causes de divergence entre l'interprète et le label.

## Accueil
La chanson reçoit des critiques positives. Aux États-Unis, la chanson atteint la 26e place au Billboard Adult Contemporary.

## Clip vidéo
Le vidéoclip est dirigé par Mariah Carey et son mari Nick Canon. Il y démontre des scènes alternant la chanteuse avec Ne-Yo en studio en train de chanter la chanson, puis Mariah chantant seule la chanson sous la pluie.

## Classement hebdomadaire
| Classement (2010)               | Meilleure position |
| ------------------------------- | ------------------ |
| Japon (Hot 100)                 | 89                 |
| Corée du Sud (Gaon Chart)       | 72                 |
| Royaume-Uni (UK Singles Chart)  | 81                 |
| Royaume-Uni (UK Singles Chart)  | 28                 |
| États-Unis (R&B/Hip-Hop Songs)  | 90                 |
| États-Unis (Adult Contemporary) | 26                 |